# Гарфут, Катрин

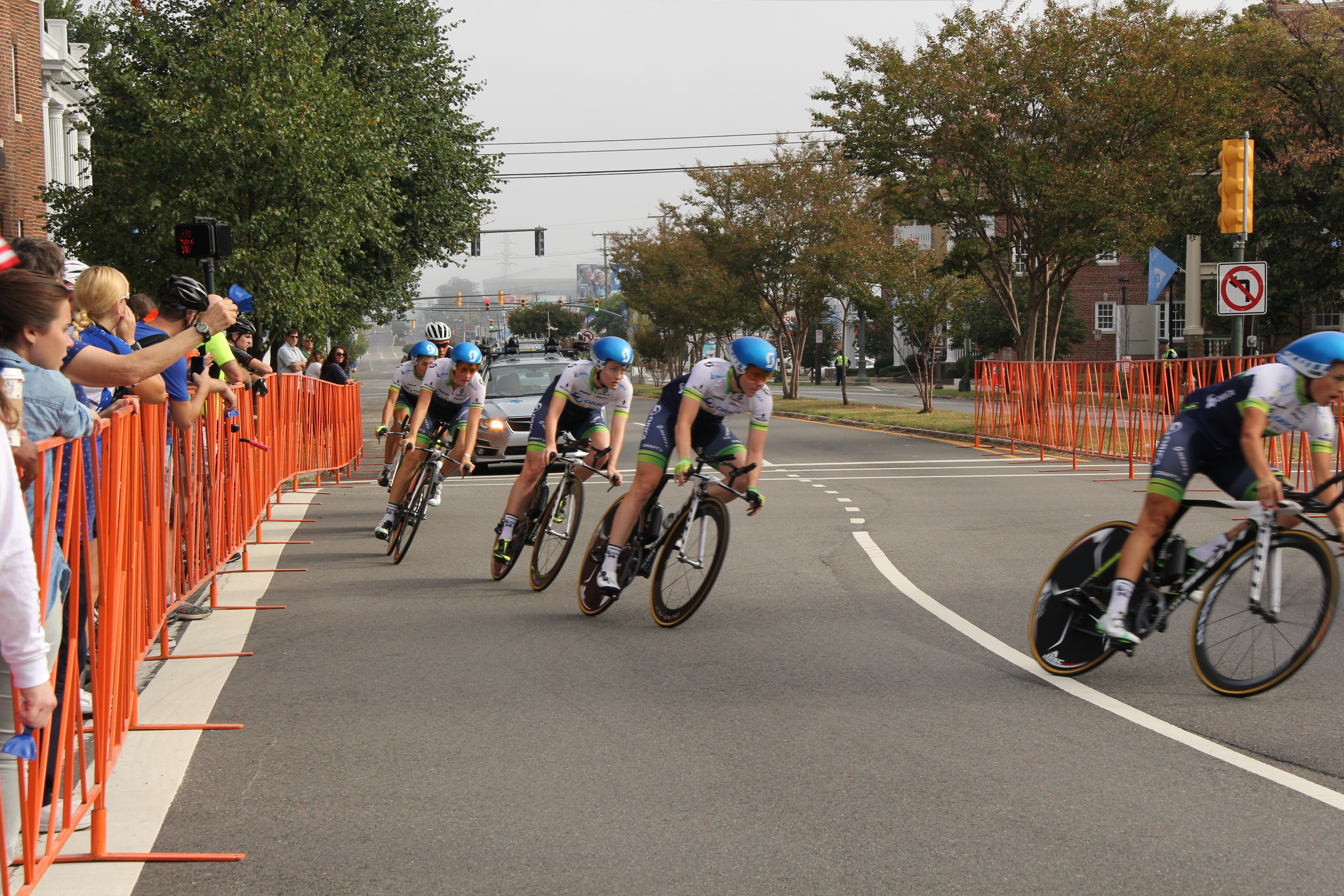
Выступление Гарфут с командой Team BikeExchange–Jayco (женская) на чемпионате мира по шоссейным велогонкам 2015 года

Катрин Гарфут, Кэтрин Гарфут (англ. Katrin Garfoot, род. 8 октября 1981, Эггенфельден, Бавария) — австралийская велогонщица немецкого происхождения.

## Карьера
Начала заниматься велоспортом в 2011 году, через три года после переезда в Австралию, до этого занимаясь легкой атлетикой на юниорском уровне. Кроме того, Катрин работала учителем в государственной средней школе Саутпорта в Голд-Кост. Завоевала бронзовую медаль на Играх Содружества 2014 года в индивидуальной гонке.
На чемпионате мира по шоссейным велогонкам 2016 года она завоевала бронзовую медаль в женской индивидуальной гонке, отстав на 8 секунд от победительницы, Амбер Небен. На чемпионате мира по шоссейным велогонкам 2017 года Гарфут стала второй австралийкой после Анны Уилсон, завоевавшей две индивидуальные медали на одном чемпионате мира по шоссейным велогонкам: бронзу в индивидуальной гонке и серебро в групповой гонке. Она стала трёхкратной чемпионкой национального чемпионата Австралии, когда в 2018 году в гонке с раздельным стартом, преодолела дистанцию 29,5 км на две с половиной минуты быстрее второго финиширующего.
После трёх с половиной лет сотрудничества с женской командой UCI Orica-AIS, Гарфут подтвердила, что не будет подписывать контракт с Orica в 2018 году, решив сосредоточиться на семейной жизни в Австралии, не забывая о местных Играх Содружества на Золотом побережье. В 2018 году Катрин представляла спортивную академию Квинсленда на шоссе и велодроме, и была отобрана в состав сборной команды Cycling Australia для участия в международных шоссейных гонках UCI в Австралии.
12 июля 2018 года Гарфут объявила о своём уходе из профессионального велоспорта.

## Достижения
2012
2-е место в общем зачёте Canberra Women’s Tour
6-е место в общем зачёте Battle on the Border
7-е место в общем зачёте Santos North Western Tour
8-е место в Noosa GP
2013
Чемпионат Океании по шоссейному велоспорту
1-е место в  групповой гонке
4-е место в индивидуальной гонке
1-е место в общем зачёте Tour of the Murray River
1-е место в этапах 2 (ITT), 4 и 5
1-е место в общем зачёте Sam Miranda Tour of the King Valley
1-е место в этапе 1
1-е место в общем зачёте Mersey Valley Tour
1-е место в Noosa GP
2-е место в общем зачёте Santos North West Tour
1-е место в этапе 2
2-е место в общем зачёте National Capital Tour
4-е место в общем зачёте Battle on the Border
6-е место в общем зачёте Tour of the Goldfields
1-е место в этапах 1, 2 и 4
6-е место в общем зачёте Shipwreck Coast Classic
1-е место в этапе 1 (ITT)
6-е место в общем зачёте Jarvis Subaru Adelaide Tour
2014
2-е место в общем зачёте Грация Орлова
3-е место в  групповой гонке, Игры Содружества
Чемпионат Австралии по шоссейному велоспорту
3-е место в групповой гонке
4-е место в индивидуальной гонке
3-е место в Хроно Шампенуа
Чемпионат Океании по шоссейному велоспорту
4-е место в индивидуальной гонке
5-е место в групповой гонке
4-е место в общем зачёте Тур острова Чжоушань
1-е место в горной классификации
8-е место в Giro del Trentino Alto Adige-Südtirol
2015
Чемпионат Океании по шоссейному велоспорту
1-е место в  индивидуальной гонке
3-е место в  групповой гонке
Чемпионат мира по шоссейным велогонкам
4-е место в индивидуальной гонке
7-е место в командной гонке
4-е место в общем зачёте Гран-при Эльзи Якобс
4-е место в Giro del Trentino Alto Adige-Südtirol
5-е место в общем зачёте Emakumeen Euskal Bira
5-е место в Durango-Durango Emakumeen Saria
6-е место в общем зачёте Женский тур Новой Зеландии
1-е место в этапе 3
7-е место в Holland Hills Classic
8-е место в Опен Воргорда TTT
2016
Чемпионат Океании по шоссейному велоспорту
1-е место в  индивидуальной гонке
4-е место в групповой гонке
Чемпионат Австралии по шоссейному велоспорту
1-е место в  индивидуальной гонке
4-е место в групповой гонке
1-е место в  общем зачёте Women's Tour Down Under
1-е место в этапе 1
1-е место в Хроно Шампенуа
1-е место в Launceston Cycling Classic
2-е место в общем зачёте Гран-при Эльзи Экобс
2-е место в Noosa GP
3-е место в  индивидуальной гонке, Чемпионат мира по шоссейным велогонкам
4-е место в общем зачёте Туре Катара
1-е место в этапе 2
4-е место в общем зачёте Auensteiner–Radsporttage
4-е место в Dwars door de Westhoek
6-е место в Giro dell'Emilia Internazionale Donne Elite
8-е место в Гран-при Плуэ — Бретань
8-е место в Флеш Валонь Фемм
8-е место в Holland Hills Classic
8-е место в индивидуальной гонке, Omloop van Borsele
9-е место в индивидуальной гонке, Олимпийские игры
2017
Чемпионат Австралии по шоссейному велоспорту
1-е место в  индивидуальной гонке
1-е место в  групповой гонке
Чемпионат мира по шоссейным велогонкам
2-е место в  групповой гонке
3-е место в  индивидуальной гонке
3-е место в общем зачёте Emakumeen Euskal Bira
1-е место в этапе 3
4-е место в общем зачёте Женском туре Норвегии
4-е место в Durango-Durango Emakumeen Saria
7-е место в общем зачёте Women's Tour Down Under
7-е место в Strade Bianche
9-е место в Флеш Валонь Фемм
2018
1-е место в  индивидуальной гонке, Игры Содружества
Чемпионат Австралии по шоссейному велоспорту
1-е место в  индивидуальной гонке
5-е место в групповой гонке
2-е место в командной гонке преследования, Чемпионат по трековому велоспорту
3-е место в общем зачёте Women's Tour Down Under
1-е место в  спринтерской классификации
1-е место в этапе 2
4-е место в общем зачёте Women's Herald Sun Tour

### Статистика выступления наГранд-турах
| Гонка / Год          | 2014 | 2015 | 2016 | 2017 |
| -------------------- | ---- | ---- | ---- | ---- |
| Джиро д’Италия Донне | 28   | 39   | —    | DNF  |

### Рейтинги
| Год                 | 2014 | 2015 | 2016 | 2017 | 2018  |
| ------------------- | ---- | ---- | ---- | ---- | ----- |
| Мировой рейтинг UCI | 47-й | 27-й | 17-й | 15-й | 113-й |
| Мировой тур UCI     |      |      | 57-й | 35-й | -     |
|                     |      |      |      |      |       |
| Источник: UCI       |      |      |      |      |       |